# Байтенов, Ноян Ахмедиярович
Ноян Ахмедьярович Байтенев (25 ноября 1934, Алматы — 17 декабря 1993, Алматы) — советский казахстанский учёный. Доктор технических наук (1984), профессор (1986). Лауреат Государственной премии СССР в области науки и техники (1988).

## Биография
Происходит из подрода булбул рода каракесек племени аргын.
Окончил Казахский горно-металлургический институт (1957). В 1957—1959 годах — инженер Чирчикского комбината твёрдых сплавов (Узбекистан), в 1959—1961 годах — аспирант Металлургического и горно-обогатительного института АН Казахской ССР, в 1969—1993 годах — заведующий лабораторией Института металлургии и обогащения АН Казахской ССР.
Научные исследования связаны с получением двуокиси пигментного титана и сырья, в составе которого имеется титан, усовершенствованием конденсации тетрахлорида титана и очищением его от примесей, получением солей стронция из концентрата целестина. Как говорится в КНЭ, Байтенов был одним из создателей новой технологии комплексного использования сырья, а также являлся одним из тех, кто заложил основы исследований в области хлорной металлургии в Казахстане.

## Награды и память
Лауреат Государственной премии СССР в области науки и техники (1988) — «за разработку и внедрение ресурсосберегающих технологических процессов в производстве титана и магния».
В память о нём названа улица в Алатауском районе Алматы (до 2005 года — 3-я улица, 1100 м).

## Сочинения
- Теория и практика металлургии титана. — А.-А., 1972.
- Производство тетрахлорида и двуокиси титана. — А.-А., 1974.